# Линтроп (тауншип, Миннесота)
Линтроп (англ. Leenthrop) — тауншип в округе Чиппева, Миннесота, США. На 2000 год его население составило 396 человек.

## География
По данным Бюро переписи населения США площадь тауншипа составляет 92,5 км², из которых 92,5 км² занимает суша, a вода составляет 99,93 %.

## Демография
По данным переписи населения 2000 года здесь находились 396 человек, 99 домохозяйств и 79 семей.  Плотность населения —  4,3 чел./км².  На территории тауншипа расположено 104 постройки со средней плотностью 1,1 построек на один квадратный километр. Расовый состав населения: 98,48 % белых, 0,76 % — других рас США и 0,76 % приходится на две или более других рас. Испанцы или латиноамериканцы любой расы составляли 0,76 % от популяции тауншипа.
Из 99 домохозяйств в 41,4 % воспитывались дети до 18 лет, в 69,7 % проживали супружеские пары, в 4,0 % проживали незамужние женщины и в 20,2 % домохозяйств проживали несемейные люди. 19,2 % домохозяйств состояли из одного человека, при том 8,1 % из — одиноких пожилых людей старше 65 лет. Средний размер домохозяйства — 2,83, а семьи — 3,22 человека.
21,2 % населения — младше 18 лет, 5,1 % — в возрасте от 18 до 24 лет, 22,2 % — от 25 до 44, 14,4 % — от 45 до 64, и 37,1 % — старше 65 лет. Средний возраст — 46 лет. На каждые 100 женщин приходилось 74,4 мужчин.  На каждые 100 женщин старше 18 приходилось 64,2 мужчин.
Средний годовой доход домохозяйства составлял 46 250 долларов, а средний годовой доход семьи —  46 563 доллара. Средний доход мужчин —  32 917  долларов, в то время как у женщин — 21 964. Доход на душу населения составил 13 738 долларов. За чертой бедности находились 6,0 % семей и 4,3 % всего населения тауншипа, из которых 10,0 % старше 65 лет.